# Tekken 4
Tekken 4 (яп. 鉄拳4 Тэккэ́н Фо:, «Железный кулак 4») — компьютерная игра в жанре файтинг, разработанная и выпущенная японской компанией Namco. Это четвёртая часть игровой серии Tekken и пятая игра в целом после выхода спин-оффа Tekken Tag Tournament (1999). Сюжет игры разворачивается спустя два года с момента окончания Tekken 3. Глава «Мисима Дзайбацу» и организатор международных бойцовских турниров «Король железного кулака» Хэйхати Мисима приобретает ДНК бога боевых искусств Огра, чтобы объединить его с собственным геномом и обрести бессмертие. Тело Хэйхати отвергает ДНК, из-за отсутствия необходимой генетической аномалии — дьявольского гена, после чего старший Мисима решает найти и захватить своего внука Дзина Кадзаму — носителя этого гена. Ситуация осложняется из-за возвращения сына Хэйхати и отца Дзина Кадзуи Мисимы, который стремится не только захватить власть в Дзайбацу, но и извлечь дьявольский ген сына, чтобы стать сильнее. Конфронтация трёх поколений семьи Мисима выливается в масштабное противостояние на четвёртом турнире «Король железного кулака», при участии сильнейших бойцов со всего мира.
После успеха предыдущей основной игры франшизы Tekken 3 (1997) разработчики захотели поэкспериментировать с новыми игровыми механиками и интерактивным окружением, чтобы дать серии новое дыхание. В июле 2001 года состоялся её релиз на аркадных автоматах, после чего 28 марта 2002 года она была портирована на PlayStation 2.
Tekken 4 получила преимущественно положительные отзывы от игровых журналистов, которые хвалили графику, звуковое сопровождение и более мрачный сюжет, но, в то же время, критиковали нововведения в игровом процессе и скудное разнообразие внутриигрового контента. Namco проделала работу над ошибками в сиквеле — Tekken 5, релиз которого состоялся в 2004 году.

## Игровой процесс

Кадзуя против Дзина на уровне с неровным рельефом; Tekken 4 является единственной игрой серии с подобным геймдизайном

Tekken 4 — это файтинг от третьего лица, при котором игрок выбирает одного из 23 бойцов и сражается с искусственным интеллектом или другим игроком. Namco изменила игровой движок таким образом, чтобы игрок мог плотнее взаимодействовать с окружающей средой, в результате чего персонажи двигаются медленнее и плавнее, чем в Tekken Tag Tournament; в последней была предусмотрена механика командных сражений, которая не перекочевала в четвёртую часть серии. Всего в игре 12 уровней — «аэропорт», «арена», «пляж», «здание», «джунгли», «лаборатория», «торговый центр», «парковка», «Синдзюку», «метро», «Хон-мару» и «статуя», последние два открываются по мере прохождения. Разработчики сделали арены более детализированными и интерактивными, а также поработали над их освещением и текстурированием; например, на уровне «здание» от летающего вертолёта исходит источник света, а нарисованный в формате 2D фон сочетается с 3D-скульптурами и мансардными окнами, под которыми можно разглядеть вестибюль.
Как и в предыдущих частях серии, каждая кнопка на джойстике или геймпаде отвечает за движение рук и ног персонажа; также персонажи используют партер, броски, отступы и блоки; при этом игрок может заблокировать комбо из 10 ударов, однако каждый полученный удар ногой ослабляет защиту. В Tekken 4 предусмотрено следующее управление: кнопки «вверх» и «вниз» отвечают за изменение направления, что позволяет персонажу уклониться от атаки противника и обойти его, а при зажатии вертикальной и горизонтальной клавиши он, в зависимости от выбранного направления, либо подпрыгнет, либо пригнётся; ранее для совершения быстрого прыжка было достаточно однократного нажатия на «вверх». Если персонаж и его противник находятся на большом расстоянии друг от друга, игрок может ускорить своего героя с помощью повторного нажатия на горизонтальную кнопку, в результате чего тот, побежит к оппоненту; подобная механика ранее использовалась в Soulcalibur (1998), другом файтинге Namco. Самым уникальным с точки зрения игрового процесса персонажем является боксёр Стив Фокс, так как он не атакует ногами в бою; в случае со Стивом, кнопки, отвечающие за атаки ногами, отведены под уклонение, которые он может комбинировать с джебами, хуками, апперкотами и ударами по корпусу. Также разработчики переработали боевой стиль главного героя игры Дзина Кадзамы из Tekken 3 — ранее он использовал традиционное каратэ Кадзама вместо продвинутого каратэ стиля Мисима; с точки зрения игрового процесса это было обусловлено возвращением предыдущего протагониста франшизы, Кадзуи Мисимы, чей набор движений перенял Дзин, а с точки зрения сюжета Дзин осознанно отказался от этого стиля, так как начал испытывать неприязнь к родственникам по отцовской линии.
Tekken 4 стала первой игрой в серии с невидимыми границами на уровнях; на этих локациях разработчики подобрали специфические препятствия, так, например, на крыше установлена бронзовая статуя, в торговом центре — перила, а в джунглях — деревья. Игрок в состоянии оттеснить противника к границе уровня и, тем самым, заблокировать его отступление, после чего он может «жонглировать» противником с помощью непрерывных комбо; с другой стороны, если оппонент поменяется с игроком местами с помощью захвата, тот врежется в стену, получит небольшой урон и сам станет заложником ситуации. Другим ключевым нововведением геймдизайна стали арены с неровным рельефом, например, если на уровне с джунглями игрок или его противник упадёт в воду, персонаж на берегу не сможет нанести удар сверху; также это приведёт к увеличению расстояния между ними и, как следствие, прекращению серии из комбо-ударов.

### Персонажи

Экран выбора персонажа. Часть героев являются альтернативными скинами других персонажей

Всего в игре 23 бойца, включая 17 вернувшихся и 6 новых. В меню выбора персонажей есть только 20 слотов, поэтому некоторые герои являются альтернативными скинами других бойцов. Изначально в игре доступны 10 игровых персонажей, остальных игрок может разблокировать по мере прохождения сюжетной кампании. Как и в первой части серии финальным боссом является Хэйхати.
Во время E3 2001 Namco подтвердила возвращение некоторых старых персонажей, а именно: Кадзуи Мисимы, Лин Сяоюй, Хварана, Кинга, Пола Феникса и Маршалла Ло, и презентовала новых, среди которых был боксёр Дин Эрвикер; впоследствии Namco изменила его имя на «Стив Фокс». Во время совместной игровой выставки с Capcom и Kato Manufacturing в июне 2001 года компания поделилась информацией о новых персонажах — практикантке капоэйры Кристи Монтейру и бойце в стиле вале-тудо Крэйге Мардуке; также она подтвердила возвращение Ёсимицу. На момент января 2002 года среди других подтверждённых персонажей были: Комбот, Ли Чаолан, Кума, Панда, Джулия Чан, Брайан Фьюри, Лэй Улун, Нина Уильямс, Вайолет и Дзин Кадзама. Изначально в версии для аркадных автоматов пользователи могли сыграть за Дзина только в случае своевременного нажатия кнопки во время случайно выбора персонажа. После выхода версии для PS2 стало известно о ещё одном персонаже, Михару Хирано, которая была добавлена в игру как альтернативный скин Сяоюй и открывалась после прохождения сюжетной кампании за последнюю.
Namco хотела привнести в Tekken 4 мрачность и реализм, поэтому сделала несколько ретконов: происхождение дьявольского гена объясняется генетической мутацией, Огр идентифицируется как биологическое оружие, а не древний бог, человекоподобного андроида Джека заменяет полноценный робот Комбот, а Ангел и Дьявол не являются играбельными персонажами. Также компания избавилась от бойцов-животных; единственными исключениями являются ручной медведь Хэйхати Кума и питомец Сяоюй Панда.
Вернувшиеся
| - Брайан Фьюри* - Джулия Чан* - Дзин Кадзама* - Ёсимицу - Кадзуя Мисима | - Кинг II - Кума II* - Ли Чаолан* - Лин Сяоюй | - Лэй Улун* - Маршалл Ло - Нина Уильямс* - Панда* | - Пол Феникс - Хваран - Хэйхати Мисима* ** - Эдди Горду* |

* ↑  Доступен после прохождения режима истории.
** ↑  Финальный босс.
Новые
| Имя                                      | Происхождение  | Стиль боя             | Описание |
| ---------------------------------------- | -------------- | --------------------- | --- |
| Вайолет* (яп. ヴァイオレット)            | Япония         | Карате, джиткундо     | Альтер-эго Ли Чаолана и глава компании «Violet Systems», занимающейся разработкой новейших биотехнологий. Устав от обыденной жизни, он решает принять участие в турнире, увидев в нём отличную возможность прорекламировать новейшую разработку компании — робота Комбота.                 |
| Комбот* (яп. コンボット)                 | Япония         | Мимикрия              | Гуманоид, оснащённый продвинутой функцией обучения, которая позволяет ему воспроизвести любой боевой стиль. Принимает участие в турнире в рамках маркетинговой кампании Ли Чаолана. |
| Кристи Монтейру (порт. Christy Monteiro) | Бразилия       | Капоэйра              | Внучка легендарного мастера капоэйры, которая обучилась этому боевому искусству у Эдди Горду. Решает принять участие в турнире, чтобы найти своего без вести пропавшего наставника. |
| Крэйг Мардук (англ. Craig Marduk)        | Австралия      | Вале-тудо             | Боец, не проигрывавший ни единого матча в Вале Тудо с момента первого выхода на ринг, который попал в тюрьму после того, как убил человека во время драки в одном из баров Аризоны. Неизвестный доброжелатель внёс за Мардука залог и передал ему приглашение на турнир.                   |
| Михару Хирано* (яп. 平野 美晴)           | Япония         | Багуачжан, пигуацюань | Лучшая подруга и одноклассница Сяоюй в Политехнической высшей школе Мисима. Разделяет общие пролог и концовку с Сяоюй и является её альтернативным скином. |
| Стив Фокс (англ. Steve Fox)              | Великобритания | Бокс                  | Молодой боксёр в среднем весе, мечтающий стать чемпионом мира. Отказавшись проигрывать матч по указанию мафии, Стив покидает свой родной город Лондон и переезжает в США. Он вступает в турнир, чтобы приковать к себе всеобщее внимание и, тем самым, обезопасить себя от расправы мафии. |

## Сюжет

### Сеттинг
События игровой серии Tekken разворачиваются в мире, где правят могущественные корпорации и сила. Глава специализирующейся на разработке оружия компании «Мисима Дзайбацу» Хэйхати Мисима объявляет международный турнир боевых искусств «Король железного кулака», пообещав победителю крупную призовую сумму, а также саму компанию. Одним из участников становится сын Хэйхати, Кадзуя Мисима, который, за 21 год до начала сюжета, был сброшен отцом со скалы в возрасте 5 лет; таким образом Хэйхати хотел оценить его силу и понять, достоин ли Кадзуя быть его наследником. Мальчику удалось выжить благодаря пробудившейся в его теле генетической аномалии под названием «дьявольский ген», многократно увеличившей его силу и даровавшей возможность обращаться в демоническое существо. Добравшись до финала турнира, Кадзуя побеждает Хэйхати в бою и сбрасывает его со скалы, после чего становится новым лидером «Мисима Дзайбацу». Два года спустя, Кадзуя объявляет второй турнир «Король железного кулака», в котором принимает участие выживший Хэйхати. В конечном итоге последний выходит победителем из сражения и сбрасывает Кадзую в жерло вулкана, вернув бразды правления над Дзайбацу. В это же время у Кадзуи появляется сын по имени Дзин от одной из участников турнира, Дзюн Кадзамы. Юноша растёт с матерью в неведении о своём наследии, однако, когда бог боевых искусств Огр  убивает Дзюн, Дзин, в поисках силы, обращается к своему деду Хэйхати, который обучает его продвинутому каратэ стиля Мисима. На 16-летие внука Хэйхати проводит третий турнир «Король железного кулака», чтобы привлечь внимание Огра с помощью большого количества сильных бойцов. В конечном итоге Дзин уничтожает Огра, после чего Хэйхати перестаёт нуждаться в нём и предаёт внука. В этот момент Дзин пробуждает собственный дьявольский ген и, победив Хэйхати, пускается в бега.

### История
Прошло два года с момента окончания третьего турнира «Король железного кулака». Хэйхати исследует ДНК Огра, чтобы объединить его с собственным и обрести бессмертие. Эксперимент проваливается из-за отсутствия у Хэйхати дьявольского гена. Хэйхати решает найти и захватить Дзина, унаследовавшего ген по отцовской линии. В то же время Хэйхати узнаёт, что учёные главного конкурента «Мисима Дзайбацу» «Корпорация G» исследуют останки Кадзуи.
Хэйхати поручает своим оперативникам из отряда «Tekken Force» совершить набег на «Корпорацию G» и прекратить эксперименты, однако солдат уничтожает не кто иной, как сам Кадзуя, который был воскрешён «Корпорацией G» и стал сильнее, чем прежде. В попытке выманить Кадзую и Дзина, Хэйхати объявляет четвёртый турнир «Король железного кулака». План Хэйхати срабатывает, когда он устраивает засаду на 7-м этапе, где должны были сразиться Дзин и Кадзуя. Кадзуя объявляется победителем 7-го этапа, после чего начинается финал, где его противником становится Хэйхати. Кадзуя выходит из сражения победителем и идет вместе с Хэйхати в их семейное додзё Хон-Мару, где уже находится закованный в цепи Дзин.
В Хон-Мару мистическая сущность Дьявол овладевает разумом Кадзуи и заявляет Хейхати о своём намерении извлечь часть дьявольского гена, которую он потерял в ту ночь, когда Хэйхати сбросил Кадзую в жерло вулкана. Дьявол нейтрализует Хэйхати с помощью телекинетических способностей, а затем направляется к Дзину, чтобы забрать его силу. Тем не менее, Кадзуя побеждает Дьявола и восстанавливает контроль над своим телом. Он решает убить Дзина и поглотить его дьявольский ген. Дзин приходит в себя и, в неконтролируемой ярости, нападает на Кадзую и побеждает его в бою.
Хэйхати возвращается в сознание и решает воспользоваться ослабленным состоянием внука, однако, оказавшийся под влиянием дьявольского гена Дзин, даёт отпор. От убийства Хэйхати его останавливает явившийся дух матери, Дзюн Кадзамы. В конце концов Дзин говорит Хэйхати: «Скажи спасибо моей матери — Дзюн Кадзаме!», после чего из его спины вырастают чёрные крылья. Проделав огромную дыру в крыше, Дзин покидает Хон-Мару.

## Разработка

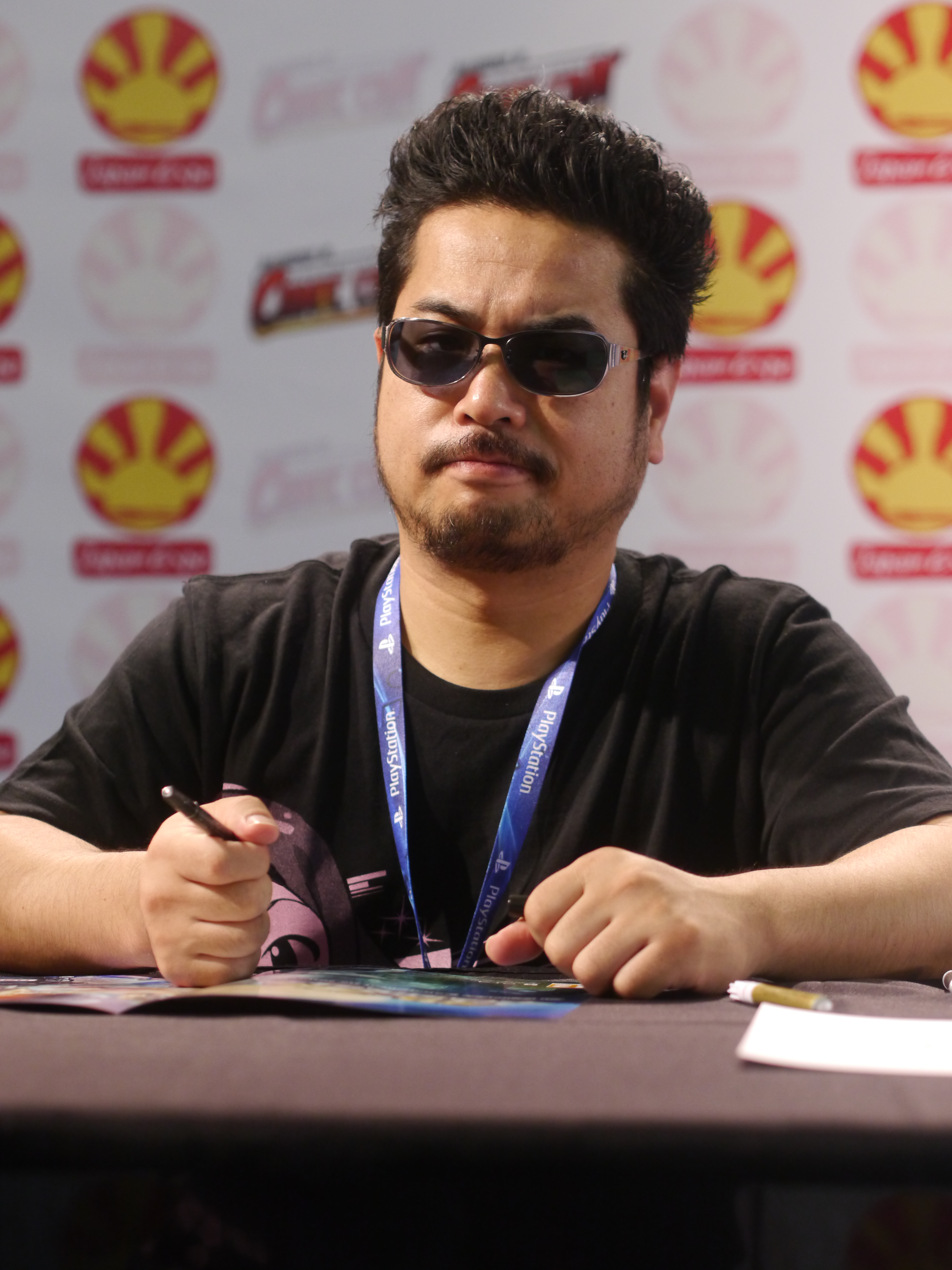
Один из руководителей разработки Tekken 4 Кацухиро Харада

Над Tekken 4 работали те же разработчики, что создавали Tekken 3; это было обусловлено успехом третьей части серии, которая не только получила признание игровых журналистов, но и хорошо продавалась по миру — было продано свыше 8 360 000 млн копий игры, что принесло Namco чистую прибыль в размере $499 400 000. Одним из руководителей разработки был Кацухиро Харада, который ранее консультировал создателей первых двух частей серии и выступил со-руководителем третьей. Tekken 4 стала второй игрой серии послеTekken Tag Tournament, которая разрабатывалась для консоли PlayStation 2. В отличие от игры-предшественницы, четвёртая часть создавалась на Namco System 246, более мощной аркадной платформе, которая позволила команде детализировать уровни и персонажей. Разработчики учли критику в адрес Tekken Tag Tournament — первой игры серии, вышедшей на PS2, относительно невыразительных уровней и несовершенной графики, которая не раскрывала технических возможностей консоли; они взяли за основу геймплей другой популярной игровой серии в жанре файтинг — Virtua Fighter, в результате чего уровни стали более интерактивными, что выражалось в возможности взаимодействия с предметами интерьера и перемещения по неровным поверхностям.
Во время выставки компьютерных игр E3 2001 Namco презентовала игру, как эксклюзив для аркадных автоматов. В июне стало известно, что Tekken 4 выйдет на PS2; она стала первой игрой для этой консоли, которая поддерживала режим прогрессивной развёртки 525p. В интервью с Famitsu Weekly разработчики упомянули, что в версии для PS2 не была существенно улучшена графика, однако появились дополнительные режимы, начальные и финальные кат-сцены персонажей. Создатели переосмыслили режим «Tekken Force» из Tekken 3, добавив в него несколько закрытых локаций с вращающейся камерой; изначально он назывался «Tekken Force Assault». В то время как в третей части серии мини-игра создавалась в формате 2,5D, в Tekken 4 команда использовала полностью трёхмерное пространство, вдохновившись игровой серией Dynasty Warriors от Koei.

### Версии игры

Флаер версии для аркадного автомата

Ключевым отличием порта для PS2 от аркадной версии является добавление сюжетной кампании. Повествование разворачивается через статичные кадры с текстом, озвученные на английском языке и уникальные для подавляющего большинства персонажей; их истории завершаются кат-сценами, созданными при помощи компьютерной графики. Разблокированные ролики доступны во внутриигровом «театре». Также в Tekken 4 появились дополнительные режимы, всего их 8: сюжетный режим «история», «аркада / атака на время», где игрок должен пройти 8 этапов за максимально короткое время, «поединки» — как против другого игрока, так и против искусственного интеллекта, «командная битва» — здесь игрок создаёт команду из бойцов и противопоставляет её другой, вражеской команде, «выживание», при котором игрок должен выстоять перед определённым количеством противников, «практика», где игрок использует изученные приёмы на манекене, «тренировка», позволяющий игроку изучить список команд персонажей и опробовать их в действии, а также «Tekken Force» в жанре beat ’em up; в отличие от одноимённого режима из Tekken 3, где сохранялся вид сбоку, в «Tekken Force» из четвёртой части появилось трёхмерное поле с вращающейся камерой. Сражения разворачиваются в закрытых локациях, разделённых на несколько зон стенами, например, в коридорах и небольших комнатах. Противники отличаются друг от друга по цвету снаряжения. В конце каждого этапа игроку необходимо сразиться с боссом, последним из которых является лидер «Tekken Force» Хэйхати Мисима.
Namco включила аркадные версии трёх оригинальных игр серии в Tekken 5, однако Tekken 4 в игру добавлен не был, поскольку с момента его релиза прошло всего три года.

### Музыка и озвучивание
22 мая 2002 года в Японии под лейблом Scitron Digital Contents вышел саундтрек Tekken 4 Original Soundtrack, содержащий композиции из аркадной и консольной версий. Музыку к игре написали композиторы Акитака Тояма, Юу Миякэ, Сатору Косаки, Хироси Окубо и Кэики Кобаяси.
В июле 2021 года Laced Records, под собственным лейблом, выпустили саундтрек к Tekken 4 на виниловых пластинках, содержащий не только музыку из аркадной версии, но и аранжировку из версии для PS2; всего в состав сборника вошли 35 треков. Трек-лист составил обладатель четырёх мировых рекордов в книге рекордов Гиннесса и многократный чемпион мира по файтингам Райан Харт, а обложку альбома нарисовал художник Сэмюэль Донато. Также существует ограниченное издание альбома с синим и жёлтым дисками, эксклюзивное для магазина Laced Records. Одновременно с продажей физических копий на сайтах Apple Music, YouTube Music, Spotify и Amazon Music Unlimited для загрузки стала доступна цифровая версия.
| №                   | Название                   | Музыка              | Длительность |
| ------------------- | -------------------------- | ------------------- | ------------ |
| 1.                  | «A Fist for a Fist»        | Сатору Косаки       | 2:07         |
| 2.                  | «Acid Timpani»             | Ю Миякэ             | 0:41         |
| 3.                  | «Jet»                      | Ю Миякэ             | 1:18         |
| 4.                  | «Fetus»                    | Сатору Косаки       | 2:26         |
| 5.                  | «Uninhabited»              | Акитака Тояма       | 3:20         |
| 6.                  | «Didgerhythm»              | Ю Миякэ             | 6:24         |
| 7.                  | «Authentic sky»            | Сатору Косаки       | 4:55         |
| 8.                  | «Mob»                      | Акитака Тояма       | 3:29         |
| 9.                  | «Kitsch»                   | Ю Миякэ             | 3:50         |
| 10.                 | «Quadra~Introduction»      | Ю Миякэ             | 0:07         |
| 11.                 | «Quadra»                   | Ю Миякэ             | 2:09         |
| 12.                 | «Bit Crusher»              | Сатору Косаки       | 4:47         |
| 13.                 | «Fear»                     | Акитака Тояма       | 4:24         |
| 14.                 | «Gym»                      | Ю Миякэ             | 4:22         |
| 15.                 | «Touch and Go»             | Сатору Косаки       | 2:56         |
| 16.                 | «The Inner Shrine»         | Хироси Окубо        | 4:32         |
| 17.                 | «Wirepuller Appearance»    | Акитака Тояма       | 0:26         |
| 18.                 | «The Strongest Iron Arena» | Акитака Тояма       | 2:34         |
| 19.                 | «Nothingness»              | Акитака Тояма       | 2:24         |
| 20.                 | «Lights»                   | Сатору Косаки       | 1:51         |
| 21.                 | «Hex»                      | Ю Миякэ             | 3:04         |
| Общая длительность: | Общая длительность:        | Общая длительность: | 58:06        |

| №                   | Название            | Музыка              | Длительность |
| ------------------- | ------------------- | ------------------- | ------------ |
| 1.                  | «Draw the Waveform» | Ю Миякэ             | 2:01         |
| 2.                  | «Heihachi»          | Акитака Тояма       | 1:15         |
| 3.                  | «Craig»             | Хироси Окубо        | 1:00         |
| 4.                  | «Julia»             | Кэики Кобаяси       | 1:54         |
| 5.                  | «Christie»          | Ю Миякэ             | 0:49         |
| 6.                  | «Ling»              | Сатору Косаки       | 2:25         |
| 7.                  | «Steve»             | Акитака Тояма       | 1:10         |
| 8.                  | «Kuma»              | Хироси Окубо        | 0:33         |
| 9.                  | «Kazuya»            | Кэики Кобаяси       | 3:30         |
| 10.                 | «Yoshimitsu»        | Сатору Косаки       | 1:00         |
| 11.                 | «Combot»            | Акитака Тояма       | 0:43         |
| 12.                 | «Bryan»             | Хироси Окубо        | 1:41         |
| 13.                 | «Lei»               | Кэики Кобаяси       | 0:52         |
| 14.                 | «Jin»               | Ю Миякэ             | 2:38         |
| 15.                 | «Lee»               | Сатору Косаки       | 0:50         |
| 16.                 | «Hwoarang»          | Акитака Тояма       | 1:16         |
| 17.                 | «Law»               | Хироси Окубо        | 1:19         |
| 18.                 | «Paul»              | Ю Миякэ             | 1:10         |
| 19.                 | «Panda»             | Сатору Косаки       | 1:09         |
| 20.                 | «Nina»              | Хироси Окубо        | 1:21         |
| 21.                 | «King»              | Ю Миякэ             | 1:01         |
| Общая длительность: | Общая длительность: | Общая длительность: | 26:17        |

Tekken 4 стала первой игрой серии, в которой у персонажей появилась озвучка; Кинг, Кума, Панда и Комбот — единственные персонажи, которые изъясняются звуками, а понять их речь помогают субтитры. Также в работе над игрой приняли участие следующие актёры: Бьянка Аллен озвучила секретаря Ли Чаолана; Джулиан МакФарлейн, который озвучил Маршалла Ло, также подарил голос учёному «Мисима Дзайбацу» Доктору Босконовичу и чемпиону вале-тудо Джеффу Слейтеру; Грег Дейл дублировал Хварана в европейской версии, озвучил клиента ресторана Маршалла Ло и одного из его учеников; Антонио Плошай озвучил учёного «Корпорации G» Доктора Абеля, клиента из ресторана Маршалла Ло и одного из его учеников, диктора, а также рассказчика, который зачитывал текст из прологов и эпилогов.
| Персонаж            | Актёр озвучивания  | Язык       |
| ------------------- | ------------------ | ---------- |
| Дзин Кадзама        | Иссин Тиба         | японский   |
| Кадзуя Мисима       | Масанори Синохара  | японский   |
| Хэйхати Мисима      | Дайсукэ Гори       | японский   |
| Нина Уильямс        | Лайл Уилкерсон     | английский |
| Маршалл Ло          | Джулиан МакФарлейн | английский |
| Пол Феникс          | Ерик Келсо         | английский |
| Ёсимицу             | Томокадзу Сэки     | японский   |
| Ли Чаолан / Вайолет | Скотт Рейнс        | английский |
| Лэй Улун            | Хироя Исимару      | японский   |
| Хваран              | Тосиюки Морикава   | японский   |
| Джулия Чан          | Кимберли Форсайт   | английский |
| Лин Сяоюй           | Юми Тома           | японский   |
| Кристи Монтейру     | Ксанте Смит        | японский   |
| Стив Фокс           | Эзра Джей Стэнли   | английский |
| Крэйг Мардук        | Уолтер Робертс     | английский |
| Михару Хирано       | Эрико Фудзимаки    | японский   |
| Примечания: 1.      |                    |            |

## Продвижение и выпуск
Во время E3 2001 Namco раскрыла первые подробности Tekken 4, ознакомив зрителей с такими нововведениями серии, как появление невидимых границ на уровнях, а также подтвердила возвращение некоторых старых персонажей и презентовала новых. Во время совместной игровой выставки с Capcom и Kato Manufacturing — другими компаниями по производству игровых автоматов — в июне 2001 года, Namco показала отрывки игрового процесса Tekken 4 и презентовала вступительный ролик, раскрывающий причину воскрешения Кадзуи; на тот момент игра была завершена на 40%.
20 июня компания запустила официальный сайт игры, на котором разместила 12 скриншотов в высоком разрешении, а также высококачественные изображения новых персонажей. 25 июня японский сайт Challenger HP опубликовал четыре ролика из аркадной версии с участием Ёсимицу, Пола, Кинга, Кадзуи, Сяоюй и Стива. 26 июня на сайте homepage2.nifty.com появились два рекламных плаката с изображением новых персонажей, а также четыре видеоролика с игровым процессом. 30 июля компания выложила в сеть трейлер, раскрывающий ещё одну особенность игрового процесса — уровни с неровным рельефом. Namco Arcade разместила различные материалы по игре, включая скриншоты из аркадной версии и календари с Кадзуей, Кристи , Стивом, совместный календарь с Хэйхати, Кадзуей и Дзином, а также парные календари с персонажами из Soulcalibur II (2003). С 2001 по 2002 год в сети появлялись официальные рекламные изображения с Кристи, Хвараном, Кадзуей, Кингом, Сяоюй, Мардуком, Полом и Ёсимицу.
Первые намёки на портирование Tekken 4 на PS2 появились во время игровой выставки Electronic Entertainment Expo в мае 2001 года, где были показаны кадры из игры, однако не было никакого подтверждения о выходе игры на консоли. В декабре Sony Computer Entertainment Inc. провела конференцию «PlayStation Party», где были представлены различные релизы для консолей PlayStation, включая Tekken 4. Во время продвижения версии игры для PS2 Namco и различные игровые сайты публиковали рекламные материалы: 25 января Famitsu.com опубликовал рекламный фильм с кадрами из игры; 15 марта Game Watch показал кадры из интро; с 26 марта в японских игровых магазинах демонстрировалась 15-секундная телевизионная реклама игры, а 27 марта, за день до релиза Tekken 4 на PS2, Namco разместила на официальном сайте игры полноценное интро, которое можно было загрузить на Windows. С 11 апреля по японскому радио транслировались реклама Tekken 4. Также Namco презентовала версию для PS2 во время E3 2002, где состоялся локальный турнир между фанатами франшизы.
В рамках маркетинговой кампании Namco выпускала различные товары по Tekken 4. В сентябре 2001 года на сайте Namco Arcade стали доступны для приобретения плакаты и футболки с персонажами игры. Японская компания Epoch, специализирующаяся на производстве игрушек, выпустила 12-дюймовые фигурки Брайана, Хварана, Дзина, Кинга, Пола, Стива, Вайолета и Ёсимицу.
В августе 2001 года на сайте Namco Arcade появилась информация о местоположении аркадных автоматов с Tekken 4 на территории Японии. После выхода версии для аркадных автоматов 2 сентября в Международном центре моды в Рёгоку (Токио) состоялся финал первого японского чемпионата по этой игре; на мероприятии присутствовали различные косплееры и продавались тематические товары. С 27 марта в Японии проходил турнир под названием «PlayStation 2 Tekken 4 Fighting Spirit Cup», который завершился 5 мая на токийской спортивной арене Коракуэн. 29 июля в Калифорнийском политехническом университете в Южной Калифорнии проходил турнир «Evolution 2K4» для пользователей версии для PS2.
25 марта в ратуше Китадзава состоялся турнир DDT Pro, в котором принял участие боец, переодетый Кинга; Namco выставила своего чемпиона в рамках рекламной кампании Tekken 4.
В июне 2001 года Namco заявила, что Tekken 4 не выйдет на аркадных автоматах раньше 20 июля 2002 года. 31 июля Namco Co., Ltd подтвердила дату релиза версии для аркадных автоматов — 1 августа. В августе Namco ознакомила игровых журналистов с демо-версией игры, которая включала в себя 8 игровых персонажей — Кадзуя, Хваран, Ло, Сяоюй, Кинг, Ёсимицу, Пол и Стив — и 5 арен — «аэропорт», «лаборатория», «парковка», «джунгли» и «здание»; на тот момент ещё не были добавлены некоторые эффекты, в частности молнии, которыми сопровождаются удары Кадзуи.
В декабре 2001 года в сети появилась информация о дате японского релиза Tekken 4 для PS2, который был намечен на март 2001 года; на момент анонса игра была завершена на 60%. В ответ на слухи, что игра выйдет 20 марта, Namco объявила официальную дату — 28 марта; на тот момент прогнозируемая цена за одну копию составляла ¥6800. По данным японской газеты «Mainichi Shinbun», Namco планировала продать 450 000 копий игры. Пользователи, которые приобрели копию Tekken 4 в день релиза получили доступ к онлайн-странице рейтинга Namco, где могли пополнить число лучших игроков после завершения режимов «атака на время», «выживание», «практика» и «Tekken Force». Релиз Tekken 4 состоялся спустя несколько недель с момента выхода файтинга-конкурента Virtua Fighter 4. В США и Европе игра вышла в сентябре того же года.
3 апреля 2003 года Namco перевыпустила Tekken 4 в Японии в издании «PlayStation 2 the Best», а через три месяца, 18 июля, в Великобритании состоялся релиз издания «Platinum». Впоследствии, уже в 2004 году, компания переиздала игру в Японии в линейке «PlayStation 2 the Best - Re-release», и, наконец, в 2005 году состоялся выход последнего издания «Greatest Hits» на территории США.

## Восприятие

### Отзывы критиков
| Сводный рейтинг         | Сводный рейтинг |
| Агрегатор               | Оценка          |
| ----------------------- | --------------- |
| GameRankings            | 81,35 %         |
| Metacritic              | 79/100          |
| Иноязычные издания      |                 |
| Издание                 | Оценка          |
| Edge                    | 6/10            |
| EGM                     | 7/10            |
| Famitsu                 | 36/40           |
| G4                      | [ 110 ]         |
| Game Informer           | 9/10            |
| GamePro                 | [ 112 ]         |
| GameSpot                | 8,4/10          |
| GameSpy                 | 71/100          |
| GameZone                | 8,5/10          |
| IGN                     | 9/10            |
| OPM                     | 7/10            |
| Play (UK)               | 60 %            |
| GameNOW                 | 5/10            |
| PSM                     | [ 119 ]         |
| Thunderbolt             | 7/10            |
| Netjak                  | 7,1/10          |
| PSXnation               | 8/10            |
| GamerWeb Sony           | 8,5/10          |
| The Electric Playground | 8,5/10          |
| TotalPlaystation        | 8,7/10          |
| XenGamers               | A-              |
| HonestGamers            | [ 127 ]         |
| VRgames                 | 6/10            |

Tekken 4 получила смешанные, преимущественно положительные отзывы от игровых журналистов. На GameRankings средний балл игры составляет 81,35%, а на Metacritic она имеет 79 баллов из 100. По всему миру было продано 14 000 копий аркадных автоматов с игрой. Namco продала по всему миру свыше 1 978 920 экземпляров Tekken 4 для PS2. В 2002 году на территории Японии было продано 318 920 копий игры. В Европе объём продаж превысил 200 000 экземпляров, а в США — 1 460 000.

#### Критика графики и звука
Критики высоко оценили визуальную составляющую Tekken 4, первой японской игры для PS2, которая поддерживала функцию прогрессивной развёртки. Саим Чида выделил четвёртую часть как первую игру серии, которая визуально хорошо состарилась. Джереми Данэм из IGN заявил, что «по части чёткости изображения Tekken 4 не имеет себе равных среди файтингов». В своей рецензии для GameSpot Грег Касавин провозгласил Tekken 4 одной из «самых красивых игр» для этой консоли за счёт «детализированных, стилизованных и полностью прорисованных моделей персонажей». Рецензент Thunderbolt Джастин Бут назвал CG-ролики лучшей частью игры, так как смог прочувствовать через них «эмоции [персонажей], будь то гнев, удивление, боль или что-то среднее между ними», тогда как сами персонажи «обладали правильными пропорциями и плавной анимацией». GamePro отметил, что хотя качество прорисовки фонов не соответствовало высоким стандартам игр тех времён, модели персонажей выглядели гораздо чётче и детальнее, чем в Tekken Tag Tournament. Бенджамин Тёрнер из GameSpy остался недоволен устаревшей анимацией персонажей, часть из которой была взята из самой первой игры серии.
Обозреватели хвалили игру за хорошее качество звука и обилие разнообразных композиций в саундтреке. В то время как GamePro назвал звуковую составляющую Tekken 4 лучшей в серии, GamerWeb Sony не увидел каких-либо улучшений, однако похвалил качество обработки выкриков, издаваемых персонажами при нанесении удара. По словам Касавина, впервые появившаяся в серии озвучка персонажей помогла раскрыть их личности. У Total Playstation была диаметрально противоположная точка зрения, так как ему не понравилась английская озвучка; по его мнению, Namco следовало отказаться от услуг актёров. Томми Чуллой из VGMO дал саундтреку 5 звёзд из 5, отметив, что «музыка из Tekken 4 находится на совершенно ином уровне, чем большинство творений компании [Namco]. Баланс между различными стилями и подходами композиторов, несколькими потрясающими треками Ю Миякэ и приятным дополнением в виде второго диска отлично упаковывают весь этот материал в блестящую бумагу с огромным бантом. По-настоящему хороший саундтрек Tekken 4 — это приятный подарок». Данэм оценил «утончённое разнообразие» в музыке и указал на «супер-джазовый звук, который издают духовые и клавишные инструменты». Касавин описал музыку из Tekken 4 следующим образом: «Саундтрек в игре предлагает нечто большее, чем гудящее техно из предыдущих частей, и хотя это само по себе хорошо, большая часть музыки всё же не такая уж особенная и безобидно гудит на заднем плане», в то время как Тёрнер характеризовал её, как «компиляцию гудящей и пищащей электроники». HonestGamers назвал саундтрек неудачным и заявил, что он такой же неуместный, как песни Тупака в играх про Марио.

#### Критика игрового процесса
Большинство критиков положительно отозвались об изменениях игрового процесса, однако другая часть рецензентов сочла геймплей «устаревшим», нововведения неудачными, а саму Tekken 4 уступающей другим файтингам. Данэм назвал возведение на уровнях границ и отказ от «бесконечных арен» — «мудрым решением» со стороны Namco; он подчеркнул, что в отличие от других файтингов вроде Power Stone (1999) и Barbarian (1987) игроки не могут использовать предметы интерьера против противника, однако сами препятствия следует учитывать при составлении стратегии боя, так как они могут оглушить противника и склонить чашу весов в пользу игрока. В своей рецензии GamePro отметил, что хотя персонажи и стали более сбалансированными, чем в предыдущих частях, их арсенал не пополнился большим количеством приёмов, за исключением Дзина, чей стиль боя был кардинально переработан. Обозреватель VRgames описал игру, как «всё то же знаменитый гламурный файтинг для вечеринок, который легко освоит и новичок, даже впервые взявший в руки джойстик». Electronic Gaming Monthly остался разочарован нововведениями, заключив: «Во многом это та же игра, в которую мы играем с 1997 года, но без доработки, как в случае с Tekken 3, или добавления механики командных сражения, как в Tekken Tag Tournament». Несмотря на положительную оценку 8/10, PSM пришёл к выводу, что «боевая система и однопользовательский режим практически не изменились»; Данэм разделил эту позицию, заявив, что отсутствие механики командных сражений подпортило ему впечатления об игре. Консепсьон сравнил игровой процесс этой части со «старой парой обуви», а Луи Бедижан из GameZone — со «старым домом, чьи стены были покрашены свежим слоем краски». Касавин назвал барьеры на уровнях и локации с неровным рельефам «пришитыми и несколько неотшлифованными» аспектами игры; Total Playstation же углядел в этих механиках важнейшие элементы стратегии сражений. По мнению Play, Tekken 4, как и другие игры серии, не предоставила широкий спектр возможностей. Хотя Game Informer остался доволен игрой, его ожидания «слегка не оправдались». Касавин же заявил, что серия Tekken «уже пережила свой рассвет», сославшись на более новаторские Tekken 3 и Tag Tournament. Official U.S. PlayStation Magazine отметил: «Возможно, наши ожидания были завышены из-за VF4, однако никто не станет спорить, что планка была поднята ещё в марте, и Tekken 4 так и не смогла её перепрыгнуть». GameNow заявила, что «Virtua Fighter 4 срамит Tekken 4».
Критики назвали режим «Tekken Force» приятным дополнением к игре. Мигель Консепсьон из G4 увидел в нём «хорошее развлечение» и редкого представителя beat ’em up в современной игровой индустрии. Касавин был впечатлён тем фактом, что, несмотря на большое количество персонажей на уровнях в этом режиме, игра не провисает и сохраняет стабильную частоту кадров. Бут пришёл к следующему выводу: «[Tekken Force] мог бы быть лучшим дополнением Tekken 4, но из-за постоянно меняющегося ракурса камеры и полного отсутствие сложности [режим] становится всё более утомительным»; Netjak также сетовал на неотзывчивость камеры. Ко всему прочему, The Electric Playground раскритиковал неудобное управление: «из-за медленной походки вперёд и назад [персонажей] по картам неудобно маневрировать».

#### Критика сюжета
Рецензенты не смогли прийти к общему мнению касательно сюжета игры. Дэйв Кук из VG247 назвал Tekken 4 «самой амбициозной игрой серии» благодаря её структурированному повествованию, которое редко встречалось в других файтингах того времени. В своей рецензии для Comic Book Resources Тимоти Доноху похвалил создателей игры за возвращение одного из самых популярных персонажей франшизы Кадзуи Мисимы, улучшенный режим «Tekken Force», а также мрачную историю, в которой разработчики уделили больше внимания второстепенным персонажам. Брендан Синклер из XenGamers также дал положительную оценку «сюжетному режиму, с помощью которого [создатели игры] попытались придать происходящему немного больше смысла, с самого начала раскрывая мотивацию каждого персонажа для участия в турнире». Тёрнер, которому сюжет франшизы всегда казался глупым, не изменил своего мнения в отношении повествования четвёртой части. Брайан Шрум Грей из PSXnation напротив считал сюжет игры одним из ключевых факторов, способствующих росту продаж серии; касательно истории в Tekken 4 он выразил следующее мнение: «сюжетная линия Tekken 4 радует меня более адекватными задумками и причиной борьбы за власть между членами семьи Мисима». Консепсьон был неприятно удивлён, когда обнаружил, что «сюжетный режим представляет собой тот же аркадный режим с неподвижными иллюстрациями и кат-сценами FMV».

### Награды и номинации
| Год  | Церемония           | Категория                  | Номинант | Результат    | Источник |
| ---- | ------------------- | -------------------------- | -------- | ------------ | -------- |
| 2002 | Game Critics Awards | Лучший файтинг на E3 2002  | Tekken 4 | Второе место | [ 138 ]  |
| 2003 | D.I.C.E. Awards     | Файтинг для консолей года  | Tekken 4 | Победа       | [ 139 ]  |
| 2004 | BAFTA Awards        | Лучшее анимированное интро | Tekken 4 | Номинация    | [ 140 ]  |

### Влияние
Namco анонсировала разработку Tekken 5 в мае 2004 года во время E3, где был показан первый трейлер игры. Разработчики хотели сделать пятую часть менее реалистичной, чем четвёртую. Причиной для этого послужили негативные отзывы на Tekken 4, которая была названа худшей частью серии, а также, по мнению критиков, уступала по качеству Virtua Fighter 4 от Sega.
В 2010 году состоялась премьера художественного фильма «Теккен», где среди ключевых персонажей были Кристи Монтейру и Стив Фокс, дебютировавшие в четвёртой части франшизы; роль Кристи исполнила американская актриса Келли Овертон, а Стива сыграл американский актёр Люк Госс. Герои из фильма отличались от своих игровых версий, так, например, Кристи не имела ничего общего с Эдди и была возлюбленной Дзина Кадзамы, а более зрелый Стив не являлся сыном Нины Уильямс и изображался, как один из ветеранов «Короля железного кулака». Как и в случае с Tekken 4, сюжет фильма вращается вокруг противостояния трёх поколений семьи Мисима.
По словам Харады, Tekken 4 остаётся для него самой запоминающейся игрой серии из-за резкой критики фанатов в её адрес; продюсер добавил, что при разработке игры он и другие создатели «интересовались мнением фанатов о тех вещах, которые нравились им в меньшей степени», из-за чего, учтя их пожелания, создали проект, который фанаты раскритиковали, как «нетипичный Tekken». Также Харада выразил сожаление относительно добавления уровней с неровной поверхностью.